# Macarena Valenzuela Ignamarca
Macarena Valenzuela Ignamarca est une gardienne internationale chilienne de rink hockey.

## Palmarès
En 2016, Macarena Valenzuela Ignamarca participe au championnat du monde.